# Eppelborn
Eppelborn är en kommun i Landkreis Neunkirchen i Saarland, Tyskland. Motorvägen A1 passerar förbi kommunen.
De tidigare kommunerna Bubach-Calmesweiler, Dirmingen, Eppelborn, Habach, Hierscheid, Humes, Macherbach och Wiesbach uppgick i den nya Eppelborn 1 januari 1974.